# ピザの歴史
この項では、ピザの歴史（ピザのれきし）を詳述する。
古代ローマでは、食器代わりに平らなパンが使われていた。ピザ (pizza) の語は997年に南イタリアでラテン語で書かれた文献に登場する。ピザが現在の形に近くなったのは、16世紀にスペイン人がインカからトマトを持ち帰ってからである。18世紀にはスペイン領ナポリの貧しい住民がトマトとチーズをパンに乗せる皿として使い始め、19世紀後半にイタリア王妃マルゲリータが気に入ってから一般にも広まった。

## ピザ前史
パンは最も古い食品の1つで、少なくとも新石器時代には誕生している。イタリアのサルデーニャ島では3000年以上前に酵母を使ったパンが作られていた。古代ギリシアでは平らなパンが作られており、ピラコウス (plakous, πλακοῦς, gen. πλακοῦντος - plakountos) と呼ばれていた。ピラコウスはハーブ、たまねぎ、ニンニクなどで風味付けがなされていた。古代イランアケメネス朝の王ダレイオス1世 (521-486 B.C.) は、表面をチーズとナツメヤシで覆ったパンを焼かせている。紀元前1世紀、古代ローマの詩人ウェルギリウスは叙事詩『アエネイス』の中で、アスカニオスが食器代わりの平パンを食べる様子を描写している。
平らなパンは、地中海の各地で食べられていた。古代エトルリアのフォカッチャ、イタリアカタルーニャ、バレンシア、バレアレス諸島のコカ (coca) 、ギリシアのピタ、トルコのピデ (Pide) 、ボローニャのピアーダなどである。
1535年、詩人で作家のベネデットディファルコ(Benedetto di Falco)は「ナポリではフォカッチャがピザ（pizza）と呼ばれていると」ピザの名への言及をしている。また同じくナポリでは1600年ころにはフォカッチャにラードを乗せたシンプルなパンが人気となっており、「マストゥニコーラ(Mastunicola)」というラード、バジリコ(vasinicola)、チーズのみのシンプルなフォカッチャも誕生した。パン職人「マストゥニコーラ」に由来するとされるがこれは伝説であるともみなされている。1734年に生まれたパンは「マリナーラ(marinara)」と呼ばれ現在でもトマトソースを使った「マリナーラピザ（Pizza alla marinara）」として親しまれている。

## ピザの語源
ピザの語源はよく分かっていないが、次のような説がある。
- 古高ドイツ語で一口を意味するbizzoあるいはpizzo（英語: bit あるいは bite も同語源である）。イタリアには6世紀半ばに侵入したランゴバルド人がもたらした[6]。オックスフォード英語辞典は不確かな話としながらもこの説を収録している[7]。
- ラテン語で「平らに潰す」を意味する動詞 pinsere の過去分詞 pinsa 。
- イタリア語で「引っ張る」を意味する pizzicare 。オーブンからすばやく取り出すためにこれがピザの意味になったという[8]。
- ラテン語でパンの焦げを意味する picea 。
- 古代ギリシア語で投げるを意味する πίσσα (pissa) 、あるいはアッティカ方言の πίττα (pitta) [9][10]。
- 古代ギリシア語で麦の糠を意味する pétítés (ptea) [11]。
- 古代ギリシア語で発酵させた生地を意味する πικτή (pikte) がラテン語: pictaになり、さらに俗ラテン語pittaとなった。

pizza（ピザ）の語が見つかった最初期の例は、997年の南イタリアガエータでラテン語で書かれたものである。

## ピザの誕生

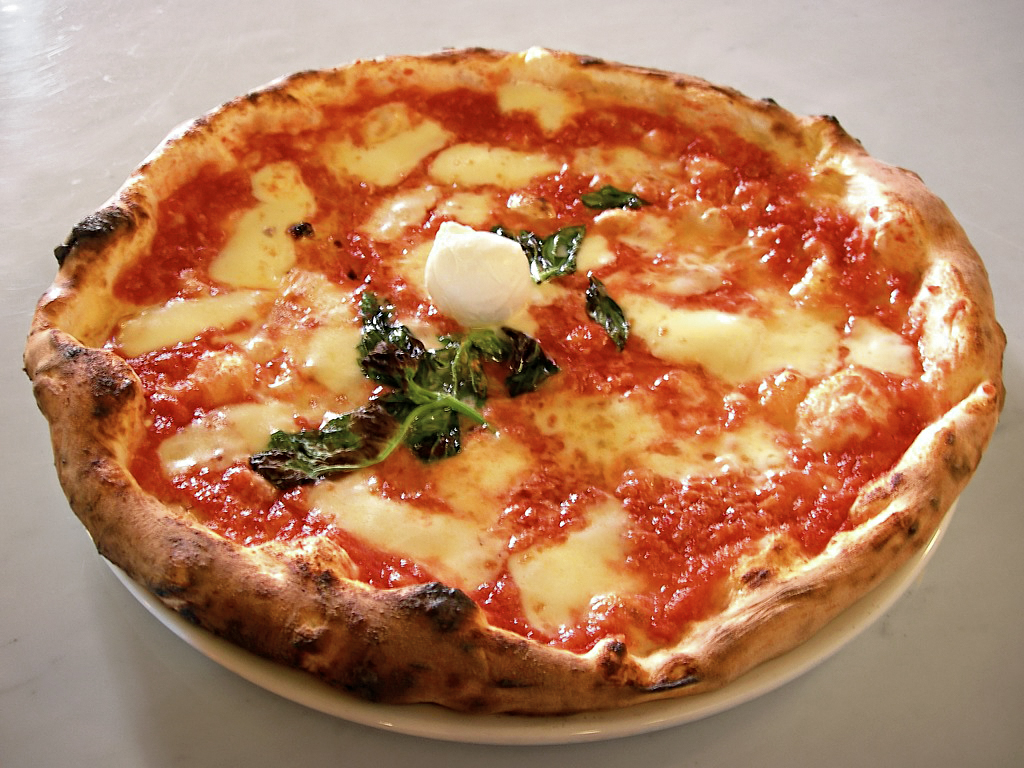
ピッツァ・マルゲリータ

ピザが現在の形に近くなったのは、16世紀に新大陸からトマトがもたらされてからである。原産地インカでは栽培種となっていたトマトだが、ヨーロッパでは有毒植物ベラドンナと形が似ていたため、当初は食品としての人気はなく、もっぱら観賞植物として育てられていた。しかしインカと同様にスペイン領だったナポリでは、18世紀後半までには貧しい人々がトマトをパンに乗せる具として使い始めた。ナポリのピザはすぐに訪れる観光客に対する名物料理となった。
当初、ピザは屋台や路地売りされていた。ナポリのピッツェリア・アンティカ・ポルタルバは1738年から店でピザを作って路地で販売しており、1830年に店を椅子とテーブルが整ったレストランに改装した。現在の店舗も当時と同じ位置にある。『三銃士』の作者アレクサンドル・デュマ・ペールは1843年の著Le Corricoloの中で、ピザがナポリの貧民が冬に食べる唯一の食べ物であると説明した上で、「ナポリのピザは植物油、豚脂、牛脂、チーズ、トマト、アンチョビで味付けられている」と描写している。

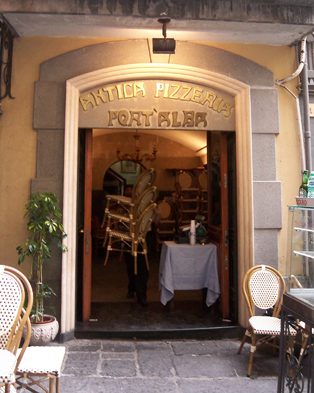
ピッツェリア・アンティカ・ポルタルバ

1870年創業のセルサーレの老舗ピザ専門店「ダ・ミシェル」は、本物のナポリピッツァはマリナーラとマルゲリータの2種類だけだとしている。ナポリピッツァ・マリナーラは最も古い形のピザであり、トマト、オレガノ、ニンニク、オリーブ・オイルが具であり、バジリコが使われることも多い。マリナーラは「船乗り」を意味する語であり、ナポリ湾を拠点とする漁師が好んだからこの名が付いたと言われている。マルゲリータは1880年創業のピザ専門店ラファエレ・エスポジト (en) が作った。1889年、エスポジトはイタリア王ウンベルト1世と王妃マルゲリータに3種のピザを献上し、このうちマルゲリータはイタリア国旗を思わせる緑（バジリコ）、白（モッツァレッラチーズ）、赤（トマト）で彩られたピザを気に入った。ナポリピッツァ・マルゲリータの名はこれに由来する。
1984年に設立された「元祖ナポリピッツァ協会」（"Associazione Verace Pizza Napoletana"）はナポリピッツァのピザ台の製法を「薪を使って485℃に加熱した密閉オーブンで60～90秒焼いたもの。生地は手でこねること。生地を伸ばすのに麺棒などの道具を用いてはいけない。直径は35センチメートルを超えてはいけない。中央の厚さは3分の1センチメートルを越えてはいけない」と定めている。
ナポリのピザ台が柔らかくしなやかな一方、ローマでは薄くサクサクしたものが好まれた。また、ピザ・アル・タリオ（en:pizza al taglio）と呼ばれる四角い型の上で焼かれるタイプのものもある。ピザ・アル・タリオには多種多様なトッピングがなされ、量り売りされる。

## アメリカにおける歴史
ピザは19世紀後半にイタリア移民によってアメリカ合衆国にもたらされ、イタリア移民が多かったサンフランシスコ、
シカゴ、ニューヨーク、フィラデルフィアなどで広まった。19世紀後半のシカゴでは、頭の上にピザを置いた金属のトレーを乗せ、1つ2セントで売られていた。
アメリカ初のピザ専門店に関してはいろいろな説がある。有力なのは、マンハッタンのリトル・イタリーにある、ジェンナーロ・ロンバルディー (Gennaro Lombardi) の店である。ジェンナーロは1897年に雑貨店を開き、1905年にはニューヨーク州発行の商業許可証を得てピザ専門店ロンバルディーズ (Lombardi's) を開いた。調理師は従業員のアントニオ・トトノ・ペロで、価格はすべて5セントだった。5セントさえ出すことができない客が多かったため、そういう客には出せる金額に応じた量を売っていた。1924年にトトノはロンバルディーズを辞め、コニーアイランドで自分の店トトノス (Totonno's) を開いた。なお、ロンバルディーの最初の店は1984年に一度閉店し、1994年に同じ通りでロンバルディーの孫が再開している。
ニュージャージー州でピザが売られたのも早い。1910年、ジョーズ・トマトパイ (Joe's Tomato Pies) という店が開かれ、1912年にはパパス・トマトパイ (Papa's Tomato Pies) が開かれた。1936年、パパスと同じ一族がデ・ロレンツォス・トマトパイ (De Lorenzo's Tomato Pies) がオープンした。まもなくジョーズは閉店し、パパスとロレンツォスが人気のピザ屋となった。
コネチカット州ニューヘイブンのフランク・ペペがピザリア・ナポレターナ (en) は1925年にオープンし、ニューヘイブンスタイル (en) と呼ばれるクラムパイを販売した。1938年、フランク・ペペの甥サル・コンシグリオが同じブロックの反対方向にサリーズ・アピザ (Sally's Apizza) を開いた。この両店とも、現在でも創業者の一族が経営している。1939年、ダモーレ家がロサンゼルスにピザ店を開いた。
1940年代までは、ピザを食べるのはほとんどイタリア系住民に限られていた。第二次大戦後、イタリアに駐留しているアメリカ軍兵士が地元のピザを食べ、一般のアメリカ人にもピザが広がった。

## 日本における歴史
日本のピザは、第二次世界大戦後にアメリカ合衆国のピザのスタイルがもたらされ、外食産業を中心として広まり、1980年代に宅配ピザが普及した。1990年代になってイタリアのナポリピッツァスタイルが普及した。